# Carex tenuinervis
Carex tenuinervis är en halvgräsart som beskrevs av Jisaburo Ohwi. Carex tenuinervis ingår i släktet starrar, och familjen halvgräs. Inga underarter finns listade i Catalogue of Life.